# Olympia, Arkaden
Olympia var en biograf i Göteborg som öppnade 9 januari 1904 och stängde i början av 1915. Dess första ägare var Anders Skog.